# Puerto de Ruedas
Puerto de Ruedas är en ort i Mexiko.   Den ligger i kommunen Churumuco och delstaten Michoacán de Ocampo, i den södra delen av landet, 300 km väster om huvudstaden Mexico City. Puerto de Ruedas ligger 187 meter över havet och antalet invånare är 147. Den ligger vid sjön Presa Adolfo López Mateos.
Terrängen runt Puerto de Ruedas är kuperad åt nordväst, men åt sydost är den platt. Runt Puerto de Ruedas är det mycket glesbefolkat, med 6 invånare per kvadratkilometer. Närmaste större samhälle är Puerto San Simón, 3,7 km väster om Puerto de Ruedas.